# Falolu Dosunmu
Pour les articles homonymes, voir Dosunmu (homonymie).
Oba Falolu Dosunmu (décédé le 2 septembre 1949) Oba de Lagos de 1932 à 1949. Cet ancien pêcheurdescend de la maison de Dosunmu (Docemo), et  succède à Oba Eshugbayi Eleko.

## Ascendance
À la mort d'Oba Eshugbayi Eleko en 1932, Sanusi Olusi, qui a initialement laissé sa place d'Oba lors du retour triomphal d'Eshugbayi Eleko, présente sa candidature au trône et obtient le soutien de plusieurs chefs installés lors de l'exil d'Eleko à Oyo tels que Oniru, Ojora, Obanikoro et Modile . Dans le camp opposé (souvent appelé "la faction Eshugbayi"  ) se trouvent principalement des membres des musulmans Jamat, du comité Ilu et du NNDP qui soutiennent la candidature de Falolu Dosunmu, tels que Herbert Macaulay, Oluwa, Eric O. Moore, Horatio Jackson, Mobolaji Bank- Anthony et Dr Crispin Adeniyi-Jones.
Pour empêcher la réinstauration de Sanusi Olusi en tant qu'Oba, la faction Eshugbayi est allée à l'encontre de la coutume d'attendre entre la mort d'un Oba et l'installation d'un nouveau, et a élu Falolu Dosunmu le 30 octobre 1932 et a demandé au gouvernement colonial britannique reconnaissance officielle. Après reconnaissance, Falolu est installé en tant qu'Oba de Lagos le 3 novembre 1932.

## Manifestations
Les partisans de Sanusi Olusi s'opposent aux élections précipitées de Falolu et lorsque le différend a persisté en 1933, le gouverneur Donald Cameron a créé la Commission Ward-Price pour examiner le processus de sélection Oba et déterminer si le processus devait être modifié. La commission a d'abord constaté qu'il n'y avait pas d'ordre de sélection parmi les quatre groupes de chefs de Lagos, mais cette conclusion est impopulaire auprès du public de Lagos. Face à une situation plus tendue, le gouverneur Cameron a trouvé une solution avec la nomination d'un comité de sélection dirigé par M. Whiteley qui a décidé à la majorité (4 en faveur de Falolu et 2 pour Sanusi Olusi) de reconnaître Falolu Dosunumu comme Oba de Lagos.

## Réformes
Falolu cherche l'influence et l'institution des Obas. Sous son règne, la pratique des archives officielles du règne des Obas a commencé avec l'enregistrement des lois, des coutumes et des réunions indigènes entre l'Oba, les chefs et le gouvernement. Oba Falolu a refusé d'assister aux réunions du bureau du commissaire de la colonie et a exigé que toutes les réunions futures se tiennent dans son palais ou par l'intermédiaire d'un intermédiaire. Il refusa de se lever lorsqu'il s'adressa aux officiers britanniques et repoussa vigoureusement l'hypothèse du commissaire de la colonie selon laquelle il est sous la directive du commissaire.

## Décès
Oba Falolu Dosunmu est décédé le 2 septembre 1949 et est enterré à Iga Idunganran.